# Estevan Faian
Estevan Faian (fl. XII-XIII secolo) è stato un trovatore di origine sconosciuta.
Viene identificato da Manuel Rodrigues Lapa con Estevan Perez Froian. È autore di tre testi: due cantigas de amor, di cui una dialogata e una cantiga de escarnio. 